# Granulosis rubra nasi
 Mise en garde médicale
Le granulosis rubra nasi est une affection dermatologique du jeune enfant, disparaissant spontanément à la puberté.
Elle n'atteint que l'extrémité du nez qui présente de minuscules papules sur un fond violacé.